# Xã Porter, Quận Delaware, Ohio
Xã Porter (tiếng Anh: Porter Township) là một xã thuộc quận Delaware, tiểu bang Ohio, Hoa Kỳ. Năm 2010, dân số của xã này là 1.923 người.